# Lubricogobius ornatus
Lubricogobius ornatus és una espècie de peix de la família dels gòbids i de l'ordre dels perciformes.

## Morfologia
- Els mascles poden assolir 3,4 cm de longitud total.[1][2]

## Hàbitat
És un peix marí, de clima subtropical i demersal que viu entre 17-79 m de fondària.

## Distribució geogràfica
Es troba al Pacífic occidental: des de les Illes Ryukyu i el Vietnam fins al Mar d'Arafura, Nova Caledònia i Austràlia Occidental.

## Observacions
És inofensiu per als humans.